# Jošimune Tokugawa
Jošimune Tokugawa (japonsky 徳川 吉宗, Tokugawa Jošimune) byl osmým šógunem tokugawské dynastie, který vládl od 1716 až do své abdikace v roce 1745. Byl synem Micusady Tokugawy, vnukem Jorinobeho Tokugawy a pravnukem Iejaseho Tokugawy.

## Rodokmen
Jošimune nebyl synem posledního šóguna. Pocházel z vedlejší větve klanu Tokugawa.
Iejasu Tokugawa, zakladatel tokugawského šógunátu, si byl velmi dobře vědom zániku rodové linie klanu Minamoto v roce 1219 a obával se, že i jeho rod může postihnout stejný osud a vláda rodiny Tokugawa v Japonsku skončit. A tak, zatímco jeho syn Hidetada Tokugawa vládl jako šógun, vybral jeho tři mladší bratry na vytvoření gosanke, dědičných vedlejších rodů rodiny Tokugawa, z nichž mohl být vybrán šógun, v případě, že by šógun z hlavní větve rodu neměl mužského potomka. Tři gosanke byly větve Owari, Kii a Mito.
Jošimune byl z větve rodu sídlící v provincii Kii. Zakladatel domu v Kii byl jeden ze synů Iejasua Tokugawy, Jorinobu Tokugawa. Iejasu ho jmenoval daimjóem provincie Kii. Jeho nástupcem se stal jeho syn Micusada Tokugawa. Nástupci Micusadu se stali jeho dva synové a po jejich smrti se daimjó Kii v roce 1705 stal jeho čtvrtý syn Jošimune Tokugawa, který se později stal šógunem.
Jošimune byl blízký příbuzný tokugawských šógunů. Jeho dědeček, Jorinobu Tokugawa, byl bratrem druhého šóguna Hidetady Tokugawy, dokud Jošimunův otec, Micusada Tokugawa, byl bratrancem třetího šóguna Iemici Tokugawy. Jošimune byl tedy druhého stupně bratrancem čtvrtého a pátého šóguna (dvou bratrů) Iecuneho Tokugawy a Cunajošiho Tokugawy, jakož i druhého stupně bratrancem Cunašigeho Tokugawy, jehož syn Ienobu Tokugawa se stal šógunem.

## První roky (1684–1716)
Jošimune Tokugawa se narodil v roce 1684 v bohaté oblasti Kii, jíž vládl jeho otec, Micusada Tokugawa. Jošimuneho dětské jméno bylo Genroku Tokugawa. V době jeho mládí vládl v Edu jako šógun jeho bratranec Cunajoši Tokugawa. Provincie Kii byla bohatá oblast s velikostí ročního příjmu více než 500000 koku, ale stále byla v důsledku špatné finanční správy v dluzích. V dobách Micusady byla oblast Kii dokonce v obrovských dluzích a kromě toho musela odvádět i vysoké daňové poplatky šógunátu.
V roce 1697 Genroku podstoupil ceremoniál dospělosti a přijal jméno Šinnosuke Tokugawa. V roce 1705, kdy měl Šinnosuke 21 let, jeho otec Micusada a dva starší bratři zemřeli. Vládnoucí šógun Ienobu Tokugawa ho jmenoval daimjóem provincie Kii. Šinnosuke přijal jméno Jorikata Tokugawa a převzal řízení provincie do vlastních rukou. Velký objem dluhu, který oblast dlužila vládě v Edu a zděděný ještě z dob jeho otce a dědečka velmi zatěžoval ekonomiku provincie. Situaci ještě zhoršilo, že v roce 1707 tsunami zničilo pobřežní oblastí provincie provincie Kii. Jorikata dělal vše, co mohl, aby stabilizoval situaci v oblasti a při rekonstrukci zničené oblasti se spoléhal i na šogúnovu pomoc v Edu.
V roce 1712 zemřel šógun Ienobu a jeho nástupcem se stal jeho syn, ještě chlapec Iecugu Tokugawa. Jorikata se mezitím rozhodl už více nespoléhat na konzervativní rádce jako byl Hakuseki Arai sídlící na šogúnově dvoře v Edu a stabilizovat provincii Kii sám. Ale než mohl uskutečnit své záměry, zemřel roku 1716 mladý šógun Iecugu. Další děti pocházející od šóguna Ienobu byly ještě příliš malé na vládnutí a proto nejvyšší vládní hodnostáři vybrali dalšího šóguna z vedlejší větve rodiny Tokugawa.

## Šógun Jošimune (1716–1745)
Jošimune zaujal funkci šóguna v Šótoku 1 (1716). Vláda jeho šógunátu trvala 30 let.
Jošimune je dnes považován za nejúspěšnějšího a nejschopnějšího z tokugawských šógunů.
Jošimune založil gosankjó s úmyslem posílit (nebo možná vyměnit) systém gosanke. Dva z jeho synů, spolu s druhým synem jeho následníka Iešigeho, se stali zakladateli vedlejších rodových linií Tajasu, Hitocubaši a Šimizu. Na rozdíl od gosanke však nevládli přímo žádným oblastem. Přesto zůstaly tyto rody až do konce období Edo vlivnými a někteří z pozdějších šógunů pocházeli z linie Hitocubaši.
Jošimune je známý pro své finanční reformy, které měly za cíl zlepšit ekonomickou situaci v zemi a znovu nastartovat ekonomiku. Propustil konzervativního rádce Hakuseki Arai a začal něco, co se stalo známé jako Reformy Kjóhó.
Ačkoli studium a rozšiřování knih ze zahraničí bylo od roku 1640 v Japonsku přísně zakázáno, Jošimune uvolnil v roce 1720 tato omezení a tím nastartoval příliv evropských technických a filozofických knih do Japonska. Začal tak rozvoj západních věd neboli rangaku.
V roce 1745 Jošimune odešel na odpočinek, přijal titul ógošo a zanechal svůj post svému nejstaršímu synovi. Titul ógošo přijal i Iejasu Tokugawa, když odešel na odpočinek ve prospěch svého syna Hidetady, který pak po odstoupení také přijal ten samý titul.
Jošimune zemřel v 20, den 5. měsíce v roce Kan'en 4.

## V populárních médiích
Jošimune Tokugawa byl hlavní postava v rozsáhlém televizním seriálu Šógun Abarenbo. Tento džidaigeki obsahoval několik skutečných úvah z kariéry Jošimuneho, přestože program byl z větší části fikce.
V roce 1995 drama Taiga Hačidai šógun Jošimune zobrazila život Jošimuneho. Nisida Tošijuki zobrazil dospělého Jošimuneho v seriálu James Miki.